# Безбог (хижа)
Вижте пояснителната страница за други значения на Безбог.
„Безбог“ е хижа в Пирин, разположена на Полежанското странично било. Тя се намира в подножието на връх Безбог край Безбожкото езеро на височина 2236 м.
Първата хижа в района е построена през 1960 г. западно от езерото на склона на върха. Била е малка и старовремска, а и на много неподходящо място. През април 1971 г. лавина пада по улея на връх Безбог, в който се намира хижата и я разрушава. По-голямата част от строителния материал и обзавеждането се озовават в езерото. За щастие няма пострадали, тъй като хижарят по това време е бил слязъл в село Добринище. Още на следващата година започва строежът на нова хижа – 5-етажна, със санитарен възел на всеки етаж, малки и удобни стаи с по 3 и 4 легла, 2 апартамента, голяма столова. Тя вече не се намира на склоновете на върха, а северно от езерото на безопасно място. Строежът продължава близо 10 г., като почти всички строителни материали – тухли, пясък, цимент и желязо са пренесени на коне. По оценка на специалисти цялото строителство на х. „Безбог“ възлиза на 1 млн. лева.
В средата на 1980-те години започва строителството на лифт, който свързва хижа „Гоце Делчев“ и х. „Безбог“. Той е построен за няколко години от поделение на тогавашните Строителни войски и официално е открит за експлоатация през август 1989 г. За времето си той е най-дълъг в България – близо 3500 м., като взема разстоянието между двете хижи за около 35 минути. Лифтът се движи всеки ден от 8:30 до 16:00 ч., стига атмосферните условия да не препястват работата му. С пускането на лифта се създава и най-дългата ски писта в България – над 4500 м.
От 2006 г. хижата се стопанисва от собствениците на хотел „Добринище“. Към 2016 г. хижата разполага с крило на втория етаж с новоремонтирани стаи и апартаменти със собствени санитарни помещения. В хижата има ресторант и бар.
От хижа Безбог може да се стигне до: връх Безбог – 50 мин.; връх Полежан – 2 ч.; Попово езеро – 1,20 ч.; хижа Пирин – 6 ч.; хижа Демяница – 4,30 ч.; заслон Тевно езеро – 4 ч. Еднодневни преходи могат да се направят също до Кременски езера, връх Джангал и Стражите.